# 趙庸
趙 庸（ちょう よう、? - 1390年）は、元末明初の軍人。廬州合肥県の人。朱元璋に仕えて、明建国の功臣となった。

## 生涯
兄の趙仲中と共に水塞を持ち、巣湖に割拠していた。朱元璋に帰順し、趙仲中は功績を重ね、枢密院僉事となり、安慶を守った。陳友諒が安慶を攻略し、趙仲中は城を捨てて龍江へ敗走した。朱元璋は法により、趙仲中を処刑した。常遇春は刑の執行を諌めたが、朱元璋は「法が行われなければ、後々の戒めにならない」として許さなかった。朱元璋は趙仲中の官職を趙庸に授けた。安慶を回復し、参知政事に進んだ。
1363年、鄱陽湖の戦いに参加し、兪通海・廖永忠らと共に6艘の船の1つに乗り、敵陣深く侵入して勝利に貢献した。武昌・廬州を攻略し、安豊救援に向かい、全てに功があった。大軍で淮東を攻略し、華高と共に水軍を率いて、海安・泰州・平江を攻略した。張士誠滅亡後、中書左丞に進んだ。徐達に従い、山東を攻略した。
1368年（洪武元年）、太子副詹事となった。河南を平定し、その留守を命じられた。兵をいくつかに分けて渡河し、河間を攻略して、この地を守護した。移動して保定を守り、いくつかの山塞を収めた。太原を攻略した。常遇春に従い、トゴン・テムルを追撃した。応天府への帰途、常遇春が亡くなり、趙庸は副将軍を命じられ、李文忠と共に慶陽を攻めた。太原に至り、元軍が大同を急襲していたので、李文忠と謀って、大同救援を行った。馬邑で元軍を破り、将の脱列伯を捕らえた。功は大将軍に次ぐと賞された。
1370年（洪武3年）、李文忠の北伐に参加した。野狐嶺を出て、応昌を攻略した。応天府へ帰還し、論功は最も高かったが、応昌にいた奴婢を私的に納めたため、公爵にはなれず、南雄侯に封ぜられた。食禄1千5百石を賜った。夏国討伐に参加したが、途中で帰還した。
1381年（洪武14年）、閩・粤の盗賊が蜂起し、これを討伐した。
1382年（洪武15年）、陽山・帰善の盗賊を討伐した。頭目は殺し、その他は生業に復させたり、水軍に編入させた。広東の盗賊の鏟平王を平定した。1万7千8百余りを捕らえ、8千8百余りを斬首し、1万3千戸が降った。帰還し、綵幣・上尊・良馬を賜った。冬に北辺を巡撫した。
1387年（洪武20年）、左参将として傅友徳に従い、ナガチュを討った。
1390年（洪武23年）、左副将軍として朱棣に従い、乃児不花を降した。帰還し、胡惟庸の獄に連座して処刑された。これにより、爵位も除かれた。